# سوريا في الألعاب الأولمبية الصيفية 2004
شاركت سوريا في الألعاب الأولمبية الصيفية 2008 في أثينا، اليونان من 13 إلى 29 أغسطس عام 2004.

## مقالات ذات صلة
- الوطن العربي في الألعاب الأولمبية الصيفية 2004